# Первомайська гімназія № 4 (Первомайськ, Миколаївська область)
Первомайська гімназія № 4 імені Якова Лобова Первомайської міської ради Миколаївської області (скорочено — Первомайська гімназія № 4) — загальноосвітній навчальний заклад у місті Первомайську Миколаївської області України.

## Історія школи
Свою історію гімназія веде від створеної на початку ХХ сторіччя залізничної школи.
У 1960 році залізнична школа № 17 перейшла у підпорядкування відділу народної освіти Первомайської міської ради й отримала № 16.
Постановою Ради міністрів Української РСР від 8 травня 1975 року школі було присвоєне ім'я її випускника, Я. М. Лобова.
У сучасну будівлю колектив перейшов у 1970 році.
24 червня 2021 року рішенням сесії Первомайської міської ради Первомайську загальноосвітню школу І-ІІ ступенів № 16 імені Героя Радянського Союзу Я. М. Лобова перейменовано на Первомайську гімназію № 4 імені Якова Лобова.

## Відомі випускники
- Васильєв Дмитро Миколайович — військовик, Герой України.
- Грищенко Петро Денисович — радянський підводник, капітан І рангу.
- Демченко Олег Михайлович — генерал-майор міліції, почесний громадянин Первомайська.
- Камінський Валерій Віталійович — генерал-лейтенант.
- Китайський Ростислав Сергійович — український військовик, учасник російсько-української війни.
- Лобов Яків Михайлович — командир танкової роти, Герой Радянського Союзу.
- Черевичний Іван Іванович — полярний льотчик, Герой Радянського Союзу.